# Abraão Lincoln Martins
Abraão Lincoln Martins (født 14. juni 1983) er en brasiliansk fodboldspiller.